# Seszele na Letnich Igrzyskach Olimpijskich 2024
Seszele na Letnich Igrzyskach Olimpijskich 2024 – występ kadry sportowców reprezentujących Seszele na igrzyskach olimpijskich, które odbyły się w Paryżu we Francji, w dniach 26 lipca – 11 sierpnia 2024.
Reprezentacja Seszeli liczyła troje zawodników – kobietę i dwóch mężczyzn, którzy wystąpili w 2 dyscyplinach.
Był to jedenasty start Seszeli na letnich igrzyskach olimpijskich.

## Reprezentanci

### Lekkoatletyka
| Zawodnik     | Konkurencja       | Runda 1 | Runda 1 | Runda 2 | Runda 2 | Półfinał | Półfinał | Finał | Finał   | Źródło |
| Zawodnik     | Konkurencja       | Wynik   | Miejsce | Wynik   | Miejsce | Wynik    | Miejsce  | Wynik | Miejsce | Źródło |
| ------------ | ----------------- | ------- | ------- | ------- | ------- | -------- | -------- | ----- | ------- | ------ |
| Dylan Sicobo | bieg na 100 m (m) | 10.51   | 14. Q   | 10.62   | 66.     | NQ       | NQ       | NQ    | NQ      | [ 1 ]  |

### Pływanie
| Zawodnik        | Konkurencja            | Eliminacje | Eliminacje | Półfinał | Półfinał | Finał | Finał | Źródło |
| Zawodnik        | Konkurencja            | Czas       | Poz.       | Czas     | Poz.     | Czas  | Poz.  | Źródło |
| --------------- | ---------------------- | ---------- | ---------- | -------- | -------- | ----- | ----- | ------ |
| Simon Bachmann  | 200 m st. zmiennym (m) | 2:04,01    | 22.        | NQ       | NQ       | NQ    | NQ    | [ 2 ]  |
| Khema Elizabeth | 50 m st. dowolnym (k)  | 28.18      | 47.        | NQ       | NQ       | NQ    | NQ    | [ 3 ]  |